# Sâu bột
Sâu bột hay còn gọi là Tenebrio molitor là một loài bọ cánh cứng của họ Tenebrionidae. Giống như tất cả các loài côn trùng biến thái hoàn toàn, chúng trải qua bốn giai đoạn biến thái: trứng, ấu trùng, nhộng và trưởng thành. Ấu trùng thường có chiều dài khoảng 2,5 cm trở lên, trong khi con trưởng thành thường có chiều dài khoảng giữa 1,25 và 1,8 cm.
Ấu trùng loài này thường được sử dụng làm thức ăn cho bò sát, cá và gia cầm và cả con người. Chúng cũng là thức ăn cho các loài chim hoang dã, đặc biệt là trong mùa chim làm tổ thì ấu trùng này được dùng để nuôi chim non. Ấu trùng có nhiều protein, khiến chúng trở thành một nguồn thực phẩm rất hữu ích. Chúng cũng thường được sử dụng làm mồi câu cá.

## Đặc điểm
Sâu bột do có lớp vỏ mỏng nên là thức ăn rất phù hợp cho các loại chim, thú cảnh. Tuy nhiên do lớp vỏ mỏng nên nó có rất nhiều thiên địch như kiến, thạch sùng, thằn lằn, tắc kè, gà. Nhiệt độ thích hợp cho sâu bột phát triển là từ 15-25 độ, dưới 10 độ sâu bột sẽ bước vào trạng thái ngủ đông, khi trở về nhiệt độ thích hợp sâu bột lại hoạt động bình thường, tuy nhiên khả năng sinh sản giảm mạnh. Do đó sâu bột được vận chuyển bằng cách cho ngủ đông thường yếu và không phù hợp với nhân nuôi sinh sản. Các hồ sơ khảo cổ học lâu đời nhất của sâu bột có thể được tìm thấy từ thời đại đồ đồng Thổ Nhĩ Kỳ. Hiện nay, sâu bột có mặt ở nhiều nơi trên thế giới và cung cấp nguồn protein dồi dào cho các loại vật nuôi khác. 

## Việt Nam
Ở Việt Nam, sâu bột được coi là có nguồn gốc từ Địa Trung Hải nhưng chủ yếu nhập nhập khẩu từ Trung Quốc theo đường tiểu ngạch. Một số người nhầm lẫn loài sâu này với sâu super worm (còn gọi là sâu quy, sâu gạo hay sâu rồng). Do sự nhầm lẫn này mà sâu bột bị coi là loài xâm lấn mặc dù nó không có khả năng phát triển ngoài tự nhiên ở Việt Nam. Một số báo địa phương do nhầm lẫn (không phân biệt được sâu bột với sâu quy) đã có những bài viết cảnh báo cộng đồng về nguy cơ tương tự như ốc bươu vàng. Có ý kiến cho rằng dù không gây hại nhưng cần phải cấm nuôi vì không có trong danh mục được cho phép nuôi của Bộ Nông nghiệp và Phát triển Nông thôn.

## Hình ảnh

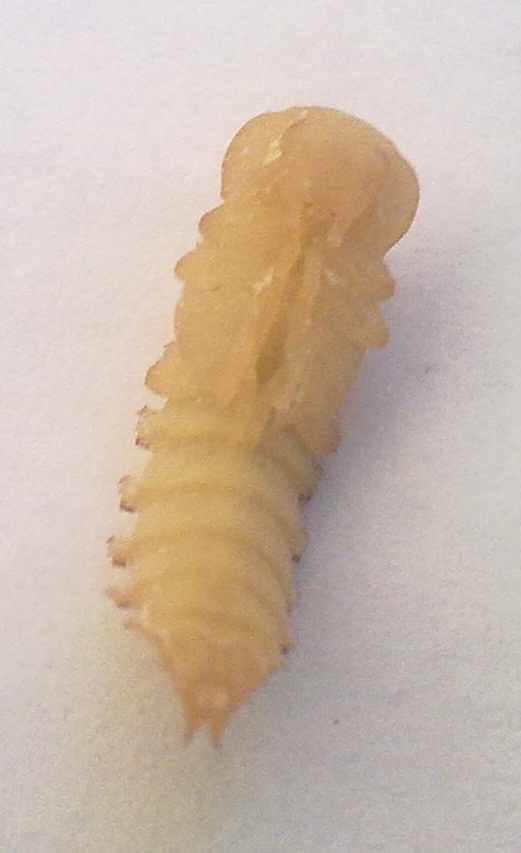
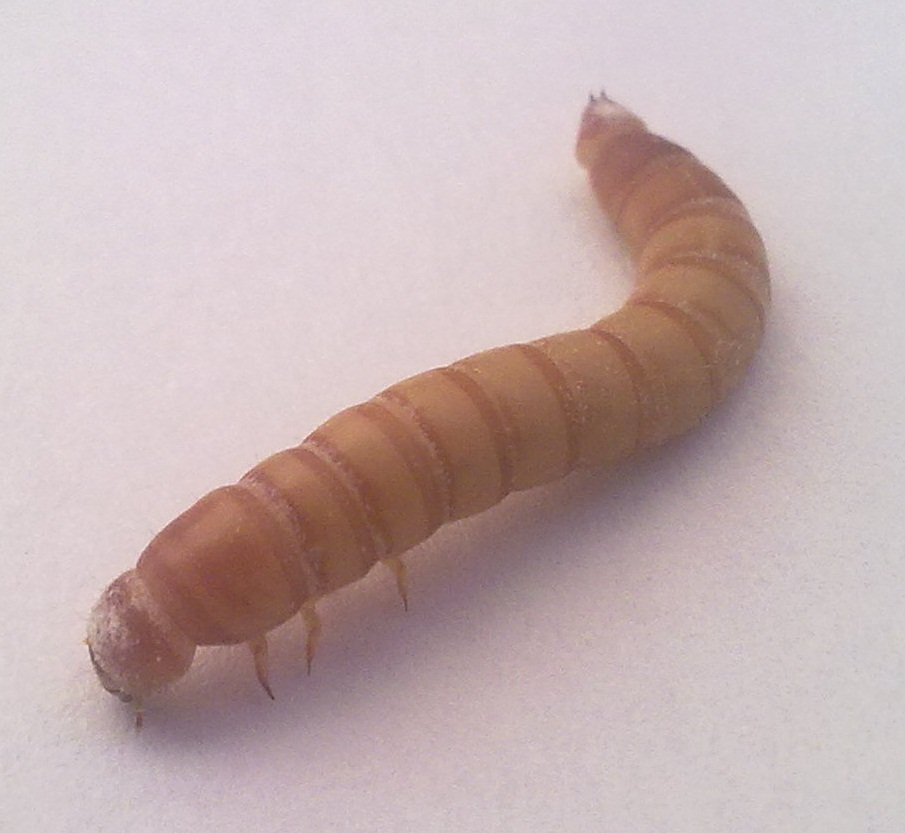
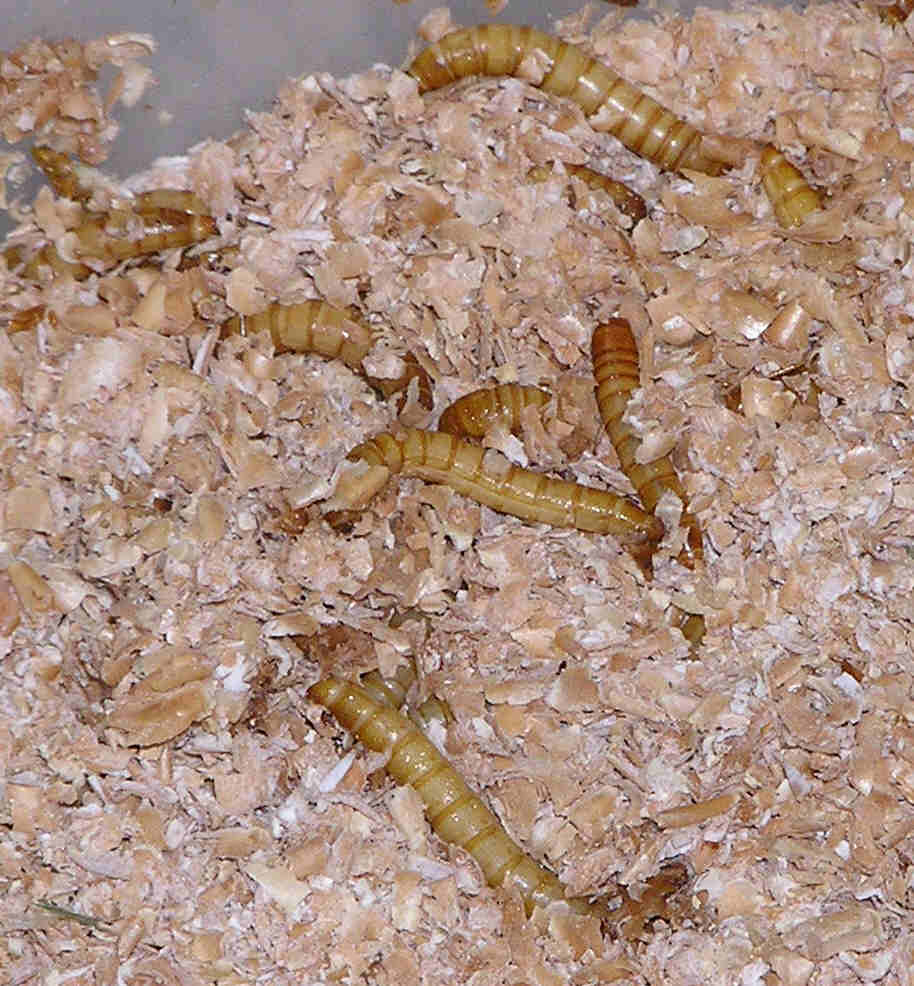
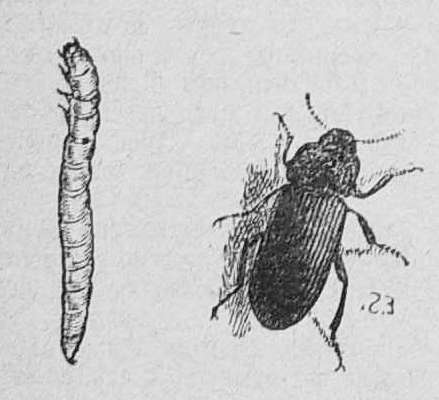